# Ланнелонг, Одилон
Одилон Марк Ланнелонг (фр. Odilon Mark Lannelongue; 4 декабря 1840, Кастера-Вердузан, департамент Жер, Франция — 22 декабря 1911, там же) — выдающийся французский хирург, учёный, педагог, общественный и политический деятель, путешественник.
Член Академии наук Франции, президент Национальной академии хирургии и Национальной академии медицины, сенатор от департамента Жер.
Лечащий врач Л. Гамбетты, Сары Бернар. Друг и лечащий врач президента Французской республики Феликса Фора.

## Биография
Родился в семье офицера. Учился и получил звание бакалавра в Тулузе. Переехал в Париж, чтобы получить квалификацию хирурга. Подрабатывая медицинским братом и живя на случайные заработки, получил необходимую квалификацию в 1869 году.

Участвовал в Германо-французской войне 1870—1871 гг. в качестве военного хирурга. Войну закончил в достаточно высоком звании хирурга-майора, что дало возможность получить полезные связи в кругу аристократии и высшего чиновничества Парижа. В 1876 году он познакомился, и в том же году женился на влиятельной и богатой вдове, маркизе Марии де Ремюза (в девичестве Сибель) (5 апреля 1836 г — 1 июня 1906 г), ставшей после замужества Марией Ланнелонг. Мария используя своё влияние и средства, всемерно помогала супругу в карьере и организации лечебных учреждений. Во Франции она известна как филантроп и меценат, именем её названы школы и лечебные учреждения, основанные на её деньги.

В 1884 стал профессором хирургической патологии.

В 1894 году — президент Генеральной Ассоциации врачей Франции (AGMF).

В 1892 году занялся политической деятельностью. В том же году избран мэром своего родного города — Кастера-Вердузана.

В 1893 году депутат в собрании департамента Жер, через несколько лет — сенатор от департамента Жер в Национальном собрании. Франции.

Умер в 1911 г.

## Путешествия
После внезапной смерти своей жены в 1906 году, принял решение отправиться в путешествие. В связи с небольшими финансовыми возможностями, путешествие ограничилось азиатскими странами.

В октябре 1908 году вместе с двумя племянницами Марией и Лорой, племянником Рене и дружеской семейной парой, отправился в кругосветное путешествие. Вследствие трудностей возникших в пути, из спутников с ним осталась лишь племянница Мария.

В июле 1909 года в Гавре закончилось 270 суточное путешествие. На основе впечатлений и наблюдений в соавторстве с племянницей Марией, была написана книга «Во всём мире».

Российское издание — «Вокруг света» О. М. Ланнелонг, перевод с французского В. О. Левицкого… и др., под редакцией В. В. Битнера, Санкт-Петербург, Вестник знания, 1912.

## Учреждённая награда
Незадолго до своей смерти, в память своей жены Марии Ланнелонг, учредил Международную медаль хирургии.
Медаль присуждается раз в пять лет в Академии хирургии Франции. Медаль является международной и присуждается хирургу любой национальной принадлежности, который сделал вклад наиболее полезный для науки и хирургического искусства. Присуждение медали происходит по строгим и сложным правилам.

Среди награждённых за последние тридцать лет граждан России и стран СНГ нет.

## Память
Именем О. Ланнелонга названы:
- Институт «Одилон Ланнелонг» в Ванве, Шатийон-сюр-Сен
- Медицинский приют «Ланнелонг» в Сен-Трожан-ле-Бен, Приморская Шаранта
- Площадь Одилона Ланнелонга в Кастера-Вердюзан
- Площадь Одилона Ланнлонга в Кондоме (Жер)
- Проспект Одилона Ланнелонга в 14 округе Парижа и Монруа
- Улица Ланнелонга в Аме департамент Нор
- Улица Ланнелонга в Домоне
- Улица «Профессора Ланнелонга» в Казобоне департамент Жер
- Улица Марии и Одилона Ланнелонга в Вальмоне, Сен (кантон)

«Хирургический центр Марии Ланнелонг» назван в память своей жены Одилоном Ланнелонгом в Ле-Плесси-Робинсон (департамент О-де-Сен).

## Научные работы
Известен работами, связанными с заболеваниями костей, особенно остеомиелитом и костным туберкулёзом. В 1892 году он провел первое удаление фрагментов костей черепа для краниосиностоза. Ему также приписывают метод лечения костного туберкулеза с помощью инъекций в синовиальную оболочку растовора хлорида цинка.
- Du pied bot congénital : thèse présentée au concours pour l’agrégation (section de chirurgie) et soutenue à la faculté de médecine de Paris le 31 mai 1869, Asselin, 1869, 118 pages
- De l’ostéomyélite aiguë pendant la croissance, Asselin, 1879, 169 pages
- De l’ostéomyélite chronique ou prolongée, Asselin, 1879, 111 pages
- Abcès froids et tuberculose osseuse, Asselin, 1881, 186 pages
- Traité Des kystes congénitaux, 1886, 516 pages, réimprimé chez BiblioBazaar en 2010,
- Coxotuberculose; leçons faites à la Faculté de médecine, Asselin et Houzeau, 1886, 220 pages
- Tuberculose vertébrale: mal de Pott, mal vertébral postérieur, mal sous-occipital, tuberculose sacro-iliaque, tuberculose du sacrum et du coccyx, Asselin et Houzeau, 1888, 418 pages
- Affections congénitales: 1. Tête et cou; maladies des bourgeons de l’embryon, des arcs branchiaux et de leurs fentes, Volume 1, Asselin et Houzeau, Libraires de la Faculté de Médecine, 1891, 738 pages
- La tuberculose chirurgicale, Gauthier-Villars et fils, 1894, 168 pages
- Leçons de clinique chirurgicale, Masson, 1905, 595 pages
- Le Château et la contrée de Valmont (pays de Caux), Plon-Nourrit et Cie, 1908, 148 pages
- Un tour du monde (octobre 1908-juillet 1909), Larousse, 1910, 350 pages
- La période post-opératoire : soins, suites et accidents, Masson, 1910, 555 pages

Предложил хирургическую операцию, названную его именем операция Ланнелонга — линейная краниотомия при микроцефалии, заключающаяся в удалении узкой полоски теменной кости параллельно стреловидному шву.

Предложил собственную конструкцию хирургического инструмента — Ланнелонга щипцы — костные кусачки, отличающиеся своеобразной формой рабочей части губок и применяемые, главным образом, при ламинэктомии.

## Примечание
Отечественные историки медицины имя О. Ланнелонга связывают с тем, что в июле 1891 г. он сделал сообщение в Академии медицины Франции о найденном им способе локализования туберкулезного заражения посредством препаратов хлористого цинка.